# Toys in the Attic (álbum)
Toys in the attic —en español: Juguetes en el Ático— es el tercer álbum de estudio de la banda hard rock estadounidense Aerosmith, lanzado en abril de 1975 por Columbia Records. El álbum de lanzamiento de primer sencillo, "Sweet Emotion", fue lanzado un mes después, el 19 de mayo y "Walk This Way" fue lanzado más tarde el 28 de agosto en el mismo año (véase 1975 en música). [5] El álbum es su segundo -la mayoría de estudio de éxito comercial del álbum, con ocho millones de copias vendidas en los Estados Unidos, según la Asociación de la Industria Discográfica de Estados Unidos.
Steven Tyler afirma que su idea original para la portada del álbum fue un oso de peluche sentado en el ático, con su corte la muñeca y el relleno extendido sobre el suelo. Se decidió, al final, para poner todos los animales en su lugar. 
El álbum ocupó el puesto # 228 en la lista de la revista Rolling Stone de las 500 mejores álbumes de todos los tiempos. También la canción "Toys in the Attic" es parte del Rock and Roll Hall de 500 Fama de canciones que formaron la rock and lista Roll.
En el año 2003, el álbum alcanzó la posición 228 en la lista de los 500 mejores álbumes de rock de todos los tiempos, lista hecha por la revista Rolling Stone.
También En 2007, la National Association of Recording Merchandisers y el Salón de la Fama del Rock lo colocaron en el puesto número #54 en su lista de "Los 200 álbumes definitivos que todo amante de la música debería tener".

## Versiones
R.E.M. realizó una versión a "Toys in the Attic" el cual debutó en 1986 como un lado b del sencillo de "Fall on Me". Está disponible en Dead Letter Office. The Answer también hizo una versión. Warrant le hizo una versión a la canción, al igual que Ratt, Mike Gordon y Leo Kottke.
La canción "No More No More" fue tocada por Velvet Revolver y Metal Church.

## Lista de canciones
1. "Toys In The Attic" (Perry, Steven Tyler) – 3:05
2. "Uncle Salty" (Tom Hamilton, Tyler) – 4:10
3. "Adam's Apple"(Tyler) – 4:34
4. "Walk This Way" (Perry, Tyler) – 3:40
5. "Big Ten Inch Record" (Fred Weismantel - Originalmente por Bull Moose Jackson) – 2:16
6. "Sweet Emotion" (Hamilton, Tyler) – 4:34
7. "No More No More" (Perry, Tyler) – 4:34
8. "Round And Round" (Tyler, Brad Whitford) – 5:03
9. "You See Me Crying" (Darren Solomon, Tyler) – 5:12

## Personal
- Tom Hamilton – bajo, guitarra rítmica en "Uncle Salty"
- Joey Kramer – percusión, batería, voz
- Joe Perry – Guitarra líder, guitarra acústica, bajo, percusión, Guitarra rítmica, voz, voz secundaria, Slides
- Steven Tyler – Voz líder, bajo, armónica, percusión, piano
- Brad Whitford – Guitarra, guitarra rítmica

### Personal adicional
- Scott Cushnie – piano en "Big Ten Inch Record" y en "No More No More"
- Michael Mainieri – conductor
- Jay Messina – percusión, marimba en Sweet Emotion

### Personal de producción
- Productor: Jack Douglas en "The Record Plant"
- Ingeniero: Jay Messina
- Asistentes de Ingenieros: Rod O'Brien, Corky Stasiak, David Thoener
- Arreglos: Aerosmith, Jack Douglas, Steven Tyler
- Arreglos de Orquesta: Michael Mainieri
- Masterización: Doug Sax en The Mastering Lab, Los Ángeles

### Otros
- Diseño del álbum: "Pacific Eye and Ear"
- Ilustraciones: Ingrid Haenke
- Fotografía: Bob Belott
- Dirección: David Krebs, Steve Leber

### Personal de remasterización
- Productor de remasterización: Don DeVito
- Ingeniero de remasterización: Vic Anesini
- Diseño de paquetes: Lisa Sparagano, Ken Fredette
- Fotografía: Jimmy Ienner
- Diseño del collage: Leslie Lambert
- Supervisión de Arte: Joel Zimmerman

## Tablas de posiciones
Álbum
| Año  | Tabla                | Posición |
| ---- | -------------------- | -------- |
| 1975 | Billboard Pop Albums | 11       |

Sencillos
| Año  | Sencillo        | Tabla                            | Posición |
| ---- | --------------- | -------------------------------- | -------- |
| 1975 | "Sweet Emotion" | Billboard Pop Singles            | 36       |
| 1977 | "Walk This Way" | Billboard Pop Singles            | 10       |
| 1991 | "Sweet Emotion" | Billboard Mainstream Rock Tracks | 36       |

## Premios
| Organización  | Nivel      | Fecha                   |
| ------------- | ---------- | ----------------------- |
| RIAA – U.S.   | Oro        | 11 de agosto de 1975    |
| CRIA – Canadá | Oro        | 1 de abril de 1977      |
| CRIA – Canadá | Platino    | 1 de diciembre de 1978  |
| RIAA – U.S.   | Platino    | 21 de noviembre de 1986 |
| RIAA – U.S.   | Platino x4 | 21 de noviembre de 1986 |
| RIAA – U.S.   | Platino x5 | 2 de noviembre de 1988  |
| RIAA – U.S.   | Platino x6 | 28 de octubre de 1994   |
| RIAA – U.S.   | Platino x8 | 4 de junio de 2002      |

- Datos: Q683019